# Mastixis aeneas
Mastixis aeneas là một loài bướm đêm trong họ Noctuidae.